# وش تاني (مسلسل)
وش تاني مسلسل دراما وجريمة مصري أنتج عام 2015. من إخراج وائل عبدالله.

## القصة
تتناول أحداث المسلسل في إطار درامي وتشويقي كواليس رجال الأعمال، وعلاقاتهم بالسلطة، ونهبهم لقوت الشعب، واستغلال علاقاتهم برجال السلطة وقادة مؤسسات الدولة، حيث يلعب (حسين فهمي) دور أحد رجال الأعمال الذي يهرب خارج (مصر) بثروته التي سرقها، ويلعب (كريم عبد العزيز) دور شاب من طبقة متوسطة وينفق بالاشتراك مع والده على أخوته يعمل كحارس أمن لرجل الأعمال.

## فريق العمل

### بطولة
| - كريم عبد العزيز: سيد أبو دومة/سيد بشرية/سيد أبو الليف - حسين فهمي: سالم الجارحي - محمد لطفي: أبو العز - منة فضالي: ريهام - تامر ضيائي: حسونة الحوفي - محمد أبو داوود: سليمان - رحمة حسن: بسنت الجارحي - أحمد التهامي: أرنولد - عبد الرحيم حسن: أبو اليزيد/محامي سالم الجارحي - أحمد حلاوة: فرحات أبو دومه/والد سيد - إسلام جمال: أسامة فرحات أبو دومه/شقيق سيد - أحمد فتحي: سمعه/صديق سيد | - إنجي خطاب: سماح/بنت سالم الجارحي - نهى صالح: مهجه/زوجة أبو العـز - إنتصار: زبيدة/زوجة أب سيد - ميار الغيطي: وردة/أخت زبيدة - محمد الفخراني -محمد نصر: طارق أبو دومه/شقيق سيد - محمد حسني: الدٌكش - محمد الجوهري:زناتي - سالي القاضي: سالي ضرغام - أحمد عبد الله محمود: ماهر/ضابط - محمد العزابي: رئيس تحرير جريدة الجورنجالجي - بهجت عدلي:محامي فرحات | - محمد حمدي: باسم/إبن عم بسنت - كمال سليمان:سيد السني - أحمد جمال سعيد: الظابط - سوزان نجم الدين: مها فرغلي - جميل برسوم - أحمد دياب:جمال السكري بك - ياسر الزنكلوني:الظابط نادر - محمود بشير:خادم سالم بك - حجاج كامل - حسان العربي:سائق تاكسي - محمد رجب: ضيف شرف |